# 美星 (小惑星)
美星 (17286 Bisei) とは、小惑星帯にある小惑星。
2000年7月8日に美星スペースガードセンターによって発見された。名は発見した美星スペースガードセンターがある美星町に因んで名づけられた。なお美星町は現在井原市に編入されている。